# Первомайское (Энгельсский район)
Первомайское (нем. Freidorf) — село в Энгельсском районе Саратовской области. Входит в состав Безымянского сельского поселения.
Село расположено в 33 км от районного центра Энгельс по трассе Р236.
 В 6 км — от станции Безымянная, в 10 км — от станции Титоренко Приволжской железной дороги (линия Анисовка — Урбах).
Население - 324 (2019)

## История
Дата основания не установлена. Село Первомайское (Фрейдорф) отмечено на карте РККА 1941 года.
Согласно справочнику "Немецкие населенные пункты в СССР до 1941 года" в 1931 году в селе Фрейдорф проживало 1205 человек, из них немцев 1113. Село последовательно относилось к Покровскому, Мариентальскому (с 1935 года) и Лизандергейскому кантонам (с 1939 года) АССР немцев Поволжья.
28 августа 1941 года был издан Указ Президиума ВС СССР о переселении немцев, проживающих в районах Поволжья. Немецкое население депортировано, село, как и другие населённые пункты Лизандергейского кантона было включено в состав Саратовской области, в 1942 году - переименовано в село Первомайское.

## Физико-географическая характеристика
Село находится в Низком Заволжье, в пределах Сыртовой равнины, относящейся к Восточно-Европейской равнине, на высоте около 100 метров над уровнем моря. В окрестностях села реки и озёра отсутствуют. Почвы тёмно-каштановые.
Южнее села проходит автодорога Р236 (Саратов - государственная граница с Казахстаном (на Уральск)). По автомобильным дорогам расстояние до административного центра сельского поселения села Безымянное - 6 км, до районного центра города Энгельс - 37 км, до областного центра города Саратова - 49 км. 
Часовой пояс
Первомайское, как и вся Саратовская область, находится в часовой зоне МСК+1. Смещение применяемого времени относительно UTC составляет +4:00.

## Население
Динамика численности населения
| 1931 |
| ---- |
| 1205 |

| 2002 | 2010 | 2019 |
| ---- | ---- | ---- |
| 281  | →281 | ↗324 |

## Улицы
Улицы села Первомайское:
- ул. Веселая
- ул. Дружбы
- ул. Солнечная
- ул. Степная
- ул. Трактовая